# Yoshinori Kitase

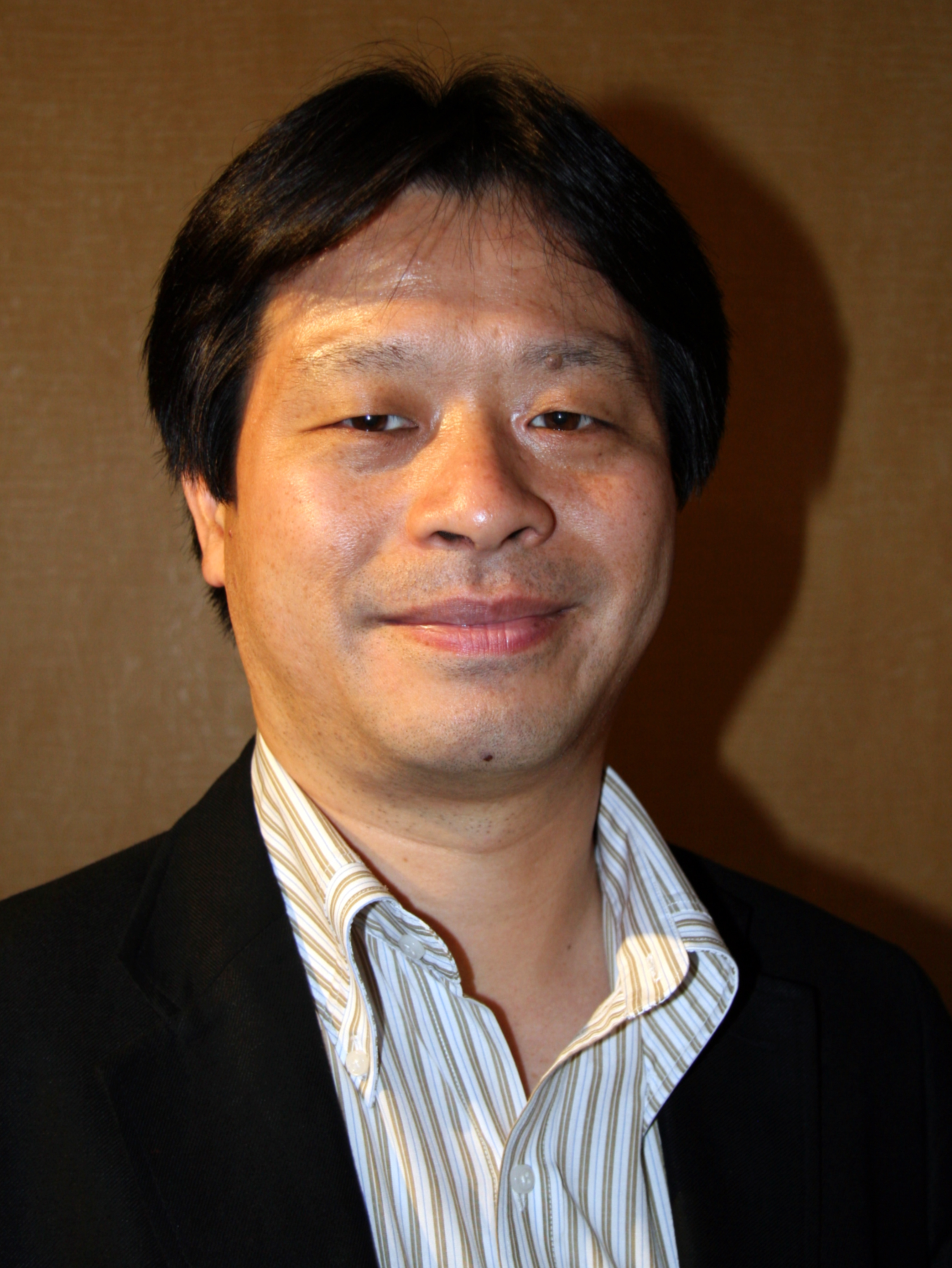
Yoshinori Kitase.

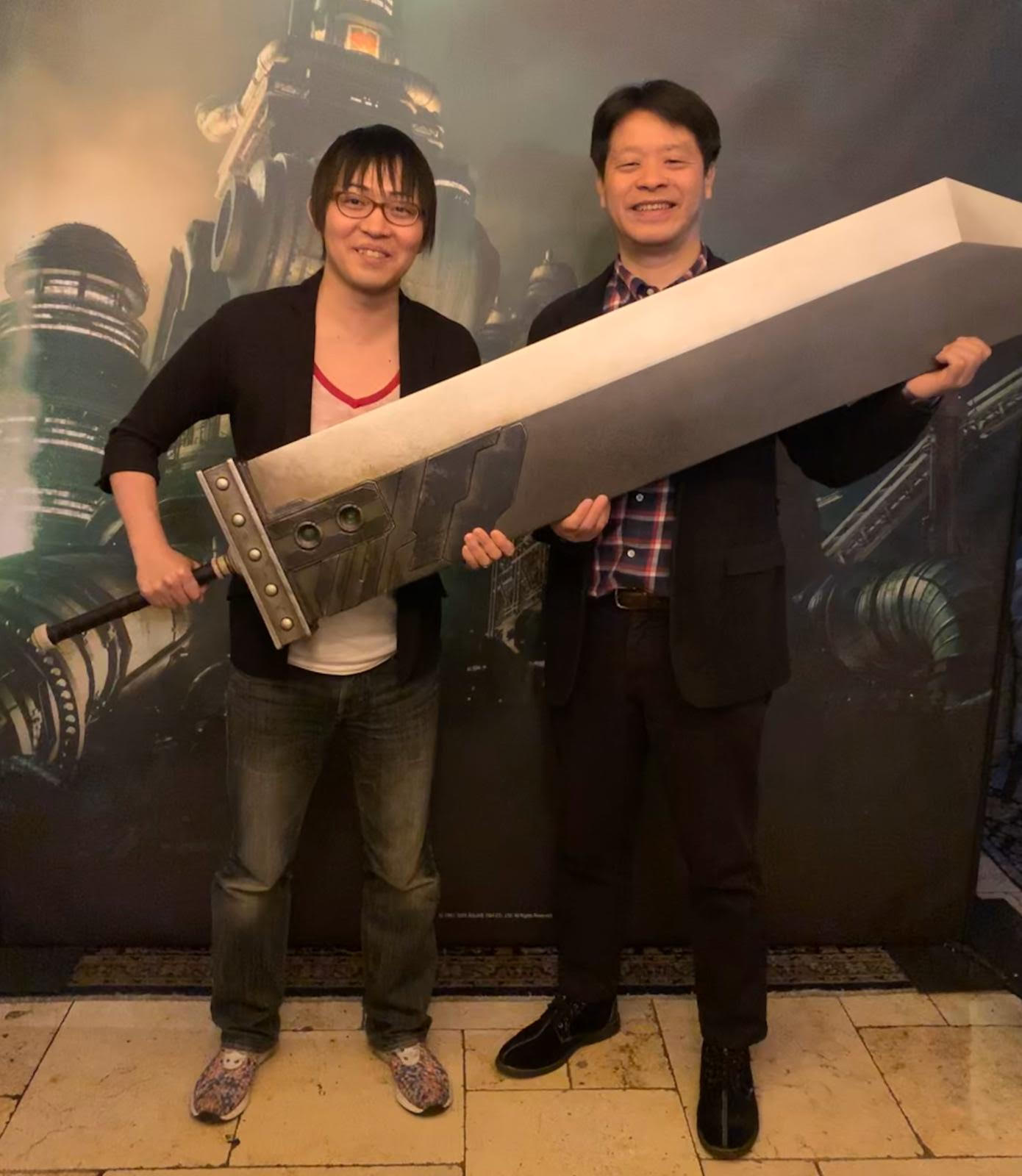
Final Fantasy VII Adaptación: Naoki Hamaguchi y Yoshinori Kitase

Yoshinori Kitase (北瀬 佳範 Kitase Yoshinori?) (nacido el 23 de septiembre de 1966) es un productor, escritor de escenarios y un antiguo director de videojuegos japonés que trabaja para Square Enix (anteriormente Square). Se unió a la compañía en 1991. Sus roles más notables como director son Final Fantasy VI, Chrono Trigger, Final Fantasy VII y Final Fantasy VIII. Kitase luego trabajó como productor de Final Fantasy X y Final Fantasy X-2. Actualmente, no se encuentra desarrollando ningún proyecto. Kitase es cabeza del equipo de producción 1 de Square Enix. También hace parte del Comité de Final Fantasy que tienen la tarea de mantener una coherencia con los lanzamientos y los contenidos de la franquicia.

## Biografía
En julio de 1978, en la edad de 11 años, Kitase vio la película de Star Wars por primera vez y quedó profundamente impresionado por los efectos especiales que se mostraban. Más tarde examino el proceso de creación del video y se interesó por el proceso creativo de la industria cinematográfica. Kitase después decidió asistir a la Facultad de Arte de la Universidad de Nihon y estudio escritura de guiones y cine. Aunque disfruto de la filmación, mostró una gran pasión por la edición posproducción, ya que sintió que le permitía dar al metraje un significado completamente nuevo y atraer los sentimientos de los espectadores. En su primer año después de la graduación, Kitase trabajo en un pequeño estudio de animación que producía programas de televisión animados y comerciales. Cuando jugó a Final Fantasy por primera vez, consideró un cambio a la industria de los videojuegos, ya que sintió que tenía potencial cuando se trataba de animación y narración de historias. A pesar de no tener conocimientos de desarrollo de software, se postuló en la empresa de desarrollo de juegos, llamada antes Square y fue contratado en marzo de 1990. En los diez años siguientes, acumuló experiencia como «guionista de eventos», dirigiendo los movimientos y expresiones faciales de los personajes en el juego, así como configurar los tiempos y las transiciones de música. Ha comparado este trabajo con la dirección de actores de cine. Kitase continuó dirigiendo escenas de corte a pesar de ocupar otros roles en proyectos posteriores; por ejemplo, dirigió parte de las escenas de eventos en Final Fantasy VIII y fue planificador de eventos para la sección Nibelheim de Crisis Core: Final Fantasy VII.
Cuando muchos jugadores respondieron al mundo de ciencia ficción de Final Fantasy VII y Final Fantasy VIII solicitando un «mundo de fantasía simple», Kitase trató de ampliar la definición de la palabra «fantasía» más allá de la de un entorno europeo medieval. Esto llevó a que el sudeste asiático fuera el escenario de Final Fantasy X. Kitase se refirió a Final Fantasy VII y su protagonista Cloud Strife como su juego y personaje favorito, respectivamente. En una entrevista, dijo que ama los juegos de disparos en primera persona. Kitase supervisó Final Fantasy VII: Technical Demo para PS3. El creador de Final Fantasy, Hironobu Sakaguchi, siente que "le entregó la antorcha" a Kitase en lo que respecta al título de la serie.

## Proyectos
- Final Fantasy Adventure: Diseño del juego y escritor de escenarios
- Romancing SaGa: Diseñador de mapas
- Seiken Densetsu: Escritor de escenarios
- Final Fantasy Adventure: Escritor de escenarios
- Final Fantasy V: Planificador de campo y escritor de escenarios[1]
- Final Fantasy VI: Codirector y escritor de escenarios[2]
- Chrono Trigger: Director
- Final Fantasy VII: Director y escritor de escenarios
- Final Fantasy VIII: Director
- Final Fantasy X: Director y Productor
- Kingdom Hearts: Coproductor
- Final Fantasy X-2: Productor
- Kingdom Hearts: Chain of Memories: Productor
- Compilation of Final Fantasy VII: Productor (Dirge of Cerberus), productor ejecutivo (Crisis Core)
- Kingdom Hearts II: Coproductor
- Romancing Saga: Diseñador de mapas
- Final Fantasy XIII: Productor
- 3rd Birthday: Productor
- Mobius Final Fantasy: Productor
- Final Fantasy XV: Productor original
- Final Fantasy VII Remastered: Supervisor
- Final Fantasy VII Remake: Productor y supervisor